# 들쭉나무
들쭉나무는 한국 및 북반구 한대 지방에 분포하는 낙엽 소관목으로 높은 산에서 자란다. 높이는 1m 정도의 가지는 갈색이다. 잎은 어긋나고 난상 원형·도란형·타원형이다. 길이 15~25mm, 나비 10~20mm이다. 잎 앞면은 녹색이고 뒷면은 녹백색이며 털과 톱니는 없다. 5~6월에 녹백색의 항아리 모양 꽃이 지난해 가지 끝에 1~4개씩 달린다. 꽃받침은 5개로 갈라지고 갈라진 조각은 삼각형이다. 화관은 끝이 얕게 5개로 갈라지고 수술은 10개이다. 열매는 장과로 구형이거나 타원형이고 8-9월에 검은 자줏빛으로 익는다. 가을에 열매를 채취하여 생식하고 과즙이나 잼을 만든다. 북조선에서는 천연기념물로 지정하고 있다.

## 사진

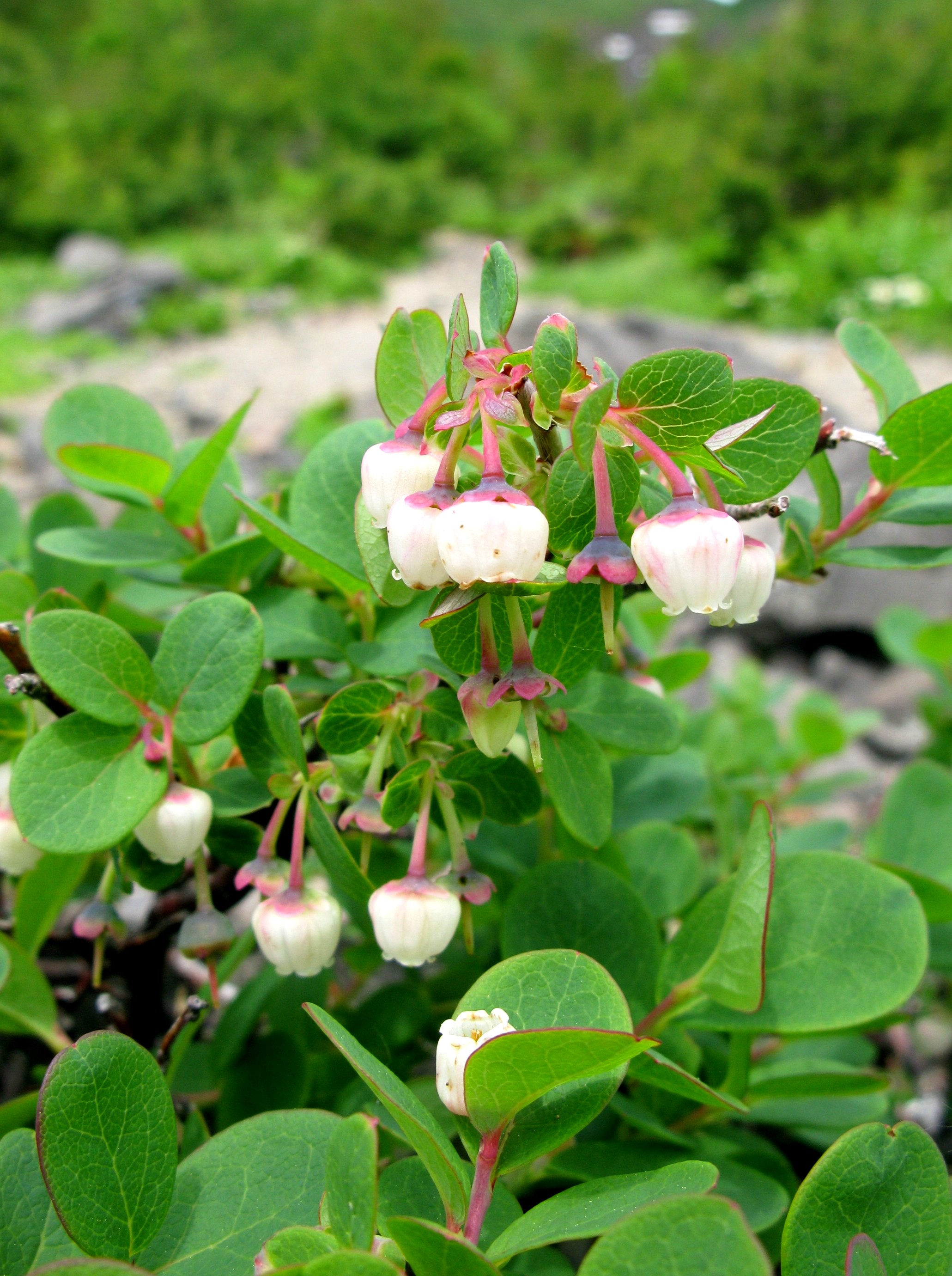
꽃
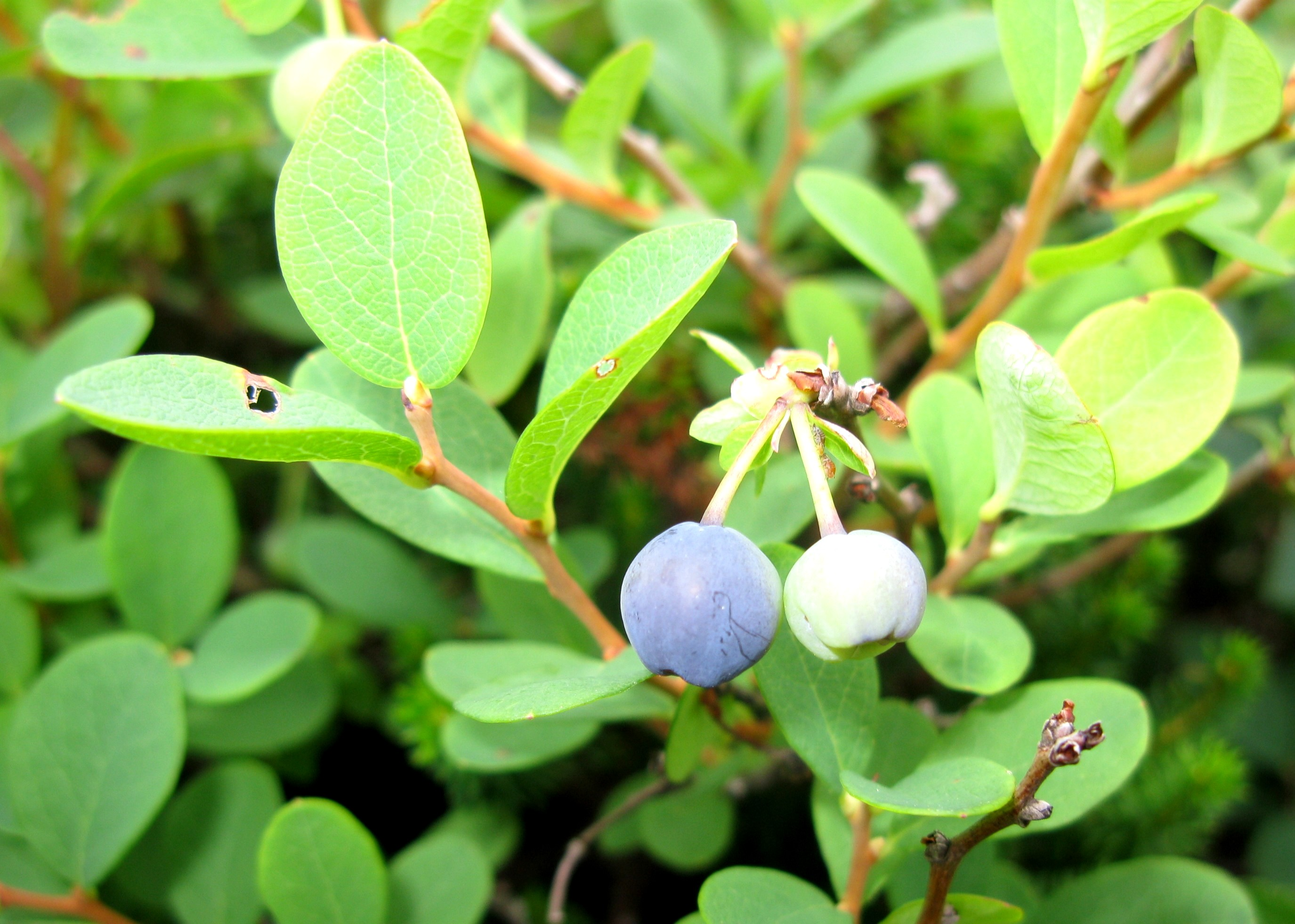
열매
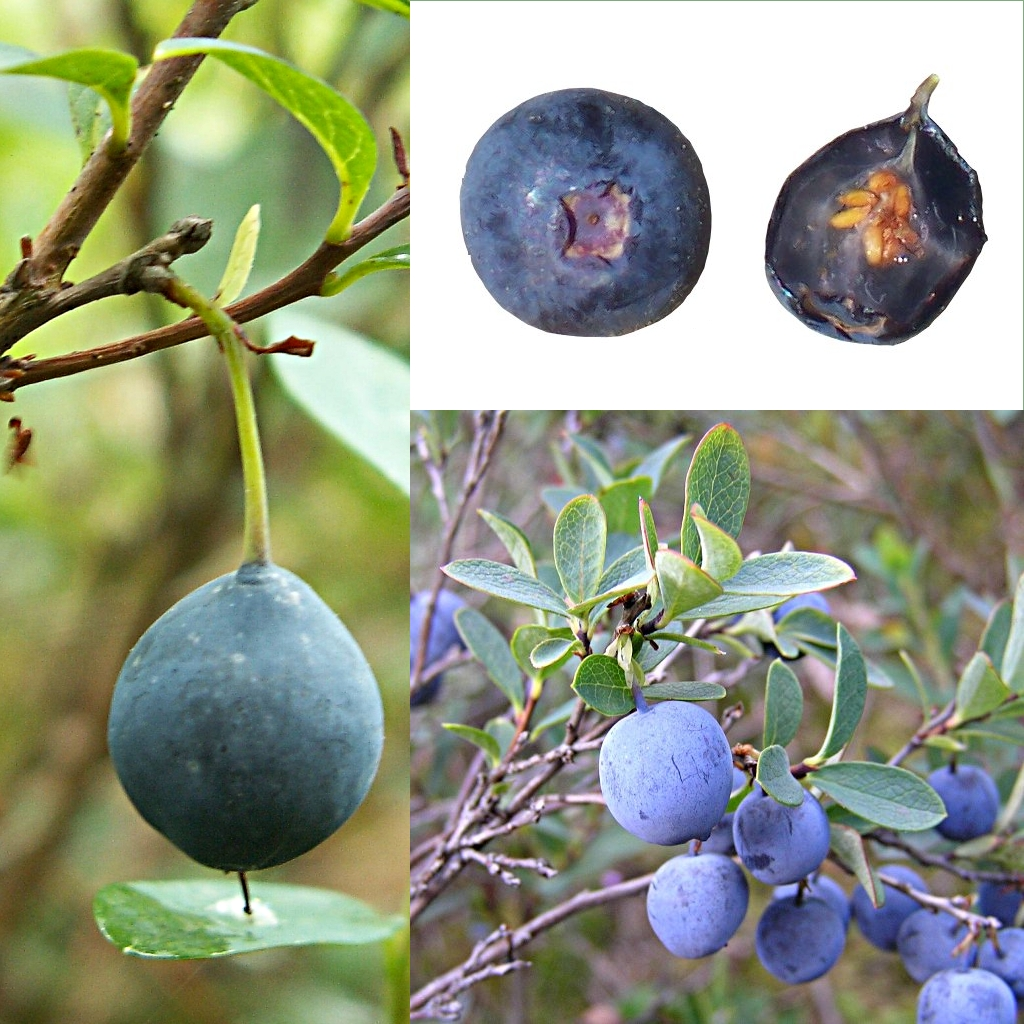
열매 단면
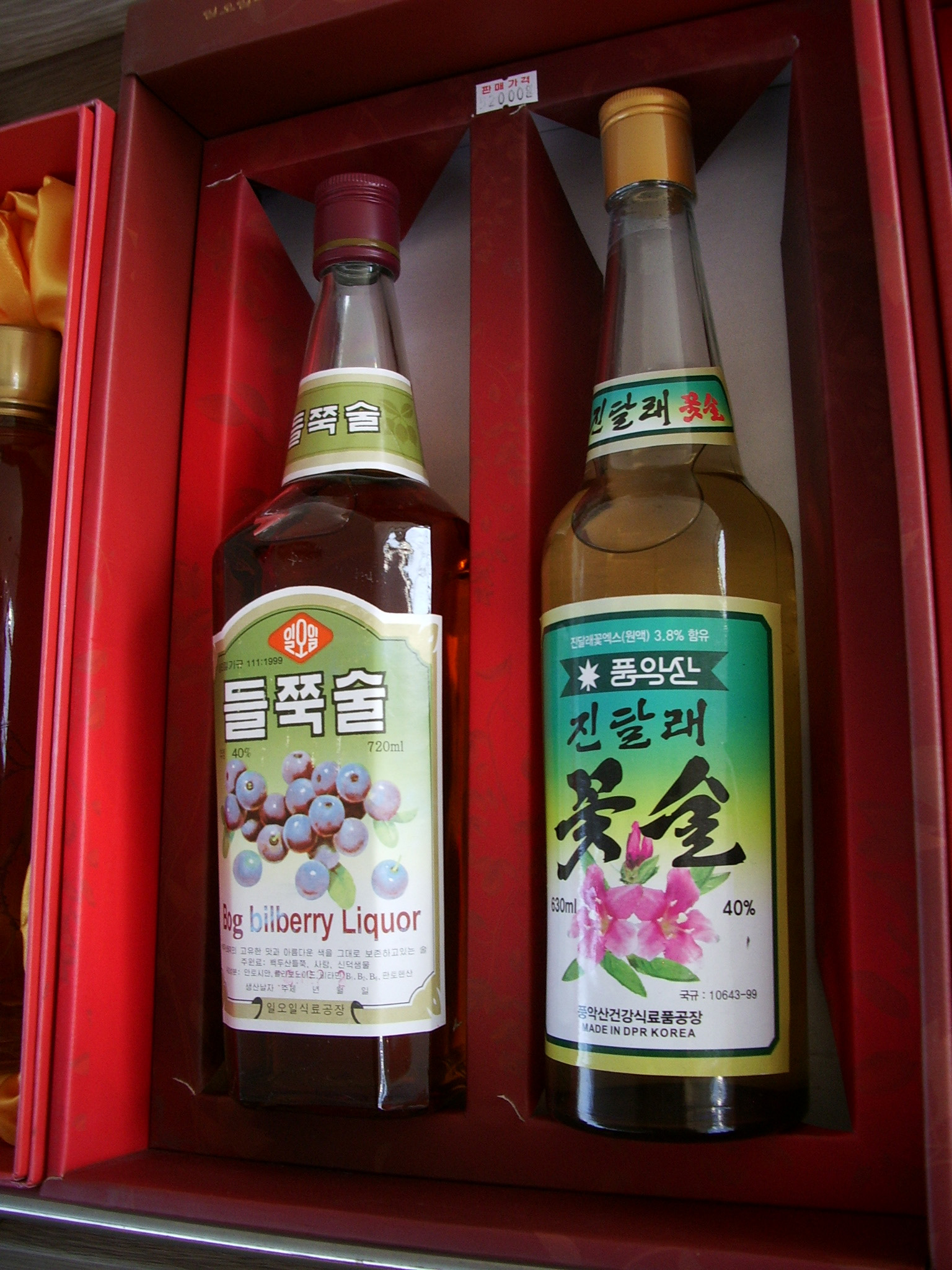
북한에서 들쭉나무 열매로 담가 먹는 들쭉술

## 같이 보기
- 개들쭉(학명 : Lonicera caerulea var. emphyllocalyx Nakai )[1]

1. ↑  “국가생물종지식정보시스템”. 2021년 5월 21일에 확인함.